# Jyri Nieminen
Jyri Nieminen (2 december 1987) in een Fins voetbaltrainer en voormalig voetballer. Sinds medio 2023 is hij keeperstrainer bij de Nederlandse voetbalclub Feyenoord.

## Carrière

### Voetbalspeler
Als voetballer had Nieminen een korte professionele carrière, waar hij onder andere voor Seinäjoen Jalkapallokerho, FC Jazz en Åbo IFK speelde. Nadat een echte doorbraak uitbleef besloot hij zich te gaan richten op een carrière als keeperstrainer.

### Voetbaltrainer
Nieminen begon zijn carrière als keeperstrainer bij Honka, TPS en de Estische voetbalbond voordat hij in 2015 de overstap maakte naar de Aspire Academy in Qatar. In dat land ging hij ook fungeren als keeperstrainer van het Qatarese voetbalelftal onder 17-jaar. In 2018 maakte Nieminen de overstap naar het Amerikaanse San Jose Earthquakes, waarna een jaar later een stap naar het Zuid-Afrikaanse Orlando Pirates volgde. In 2021 keerde hij terug in de Major League Soccer als keeperstrainer bij New York Red Bulls. Medio 2023 werd hij opgepikt door de Nederlandse voetbalclub Feyenoord, waar hij aan de slag zou gaan als keeperstrainer in de staf van Arne Slot, die later werd opgevolgd door Brian Priske. Bij het aantreden van Robin van Persie in het voorjaar van 2025 bleef Nieminen onderdeel uitmaken van de technische staf en verlengde hij even later zijn contract bij de Rotterdammers tot medio 2027. Daarnaast ging hij zijn functie combineren met die van keeperstrainer bij het Fins voetbalelftal.

## Erelijst

### Als keeperstrainer
| KNVB Beker           | 1x | 2023/24 |
| Johan Cruijff Schaal | 1x | 2024    |

1 Bijlow ·
2 Nieuwkoop ·
3 Beelen ·
4 Hwang ·
5 Smal ·
6 Zerrouki ·
7 Moder ·
8 Timber  ·
9 Ueda ·
10 Stengs ·
11 Hartman ·
14 Paixão ·
15 González ·
16 Bueno ·
17 Ivanušec ·
18 Trauner ·
19 Carranza ·
20 Mitchell ·
21 Andreev ·
22 Wellenreuther ·
23 Hadj Moussa ·
25 't Zand ·
26 Read ·
27 Milambo ·
28 Targhalline ·
30 Lotomba ·
31 Carrillo ·
33 Hancko ·
34 Nadje ·
38 Osman ·
39 Bossin ·
Coach: Van Persie ·
Assistent-trainer: Hake ·
Assistent-trainer: Pinas ·
Assistent-trainer: Reijnen ·
Assistent-trainer: De Wolf ·
Keeperstrainer: Nieminen